# Mestra

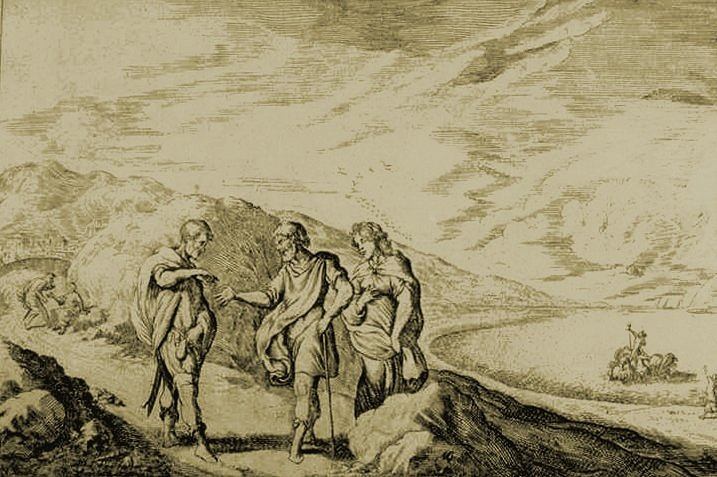
Grabado de Johann Wilhelm Baur (1607 - 1640) para una edición de la obra de Ovidio Las metamorfosis: Eresictón vende a su hija Mestra.

En la mitología griega, Mestra (en griego antiguo Μήστρα) era una hija de Erisictón, rey de Tesalia, pero no se ha conservado el nombre de su madre. Al menos un autor la denomina como Hipermestra. Esta muchacha era una experta en el uso de fármacos y poseía la habilidad de cambiar de forma. La versión atestiguada más antigua de Mestra aparece en el Catálogo de mujeres, que luego sería adaptada por autores posteriores, entre ellos Ovidio, que nos ofrece acaso la versión más conocida.
El padre de la bella muchacha, Erisictón, era llamado por los hombres Etón, porque era preso de un hambre «ardiente» que lo consumía. Dícese que en otros tiempos Etón había talado un bosque sagrado de Deméter para construirse una sala de banquetes. En castigo la diosa le condenó a sufrir este hambre voraz que más crecía cuanto más comía. Tanta fue la desesperación de Erisictón que vendió a su hija Mestra como esclava cuando se le habían acabado ya todas las posesiones. Pero cuando la joven se quedó a solas con su dueño, pidió ayuda a su amante, el dios Poseidón, y este le concedió el don de poder cambiar de forma siempre que quisiera. Con esta artimaña, Mestra logró librarse de su dueño convirtiéndose en un marinero o pescador para que no la reconociera. Pero cuando su padre descubrió tal habilidad, quiso aprovecharse de ella y vendió a su hija varias veces a hombres distintos para poderse comprar así más alimentos. Mestra, que consentía en tan repugnante mercadeo por amor a su padre, se fue librando de sus sucesivos dueños transformándose en varios animales, como becerra, ciervo o pájaro. En la versión más antigua del mito Erisictón casaba a su hija a cambio de las pingües dotes de la boda, pero posteriormente se imaginó que Mestra simplemente ejercía la prostitución para conseguir sus objetivos.
Se dice que a la corte de Erisictón llegó Sísifo, llevando con él una ingente dote de bueyes, ovejas y cabras; pretendía desposar a Mestra con su hijo Glauco. Sísifo y Etón llegaron a un acuerdo y la muchacha se marchó a casa de Sísifo, pero este, advertido de los dones de Mestra, ató a la muchacha para que no pudiera huir. La hija de Etón adoptó una forma animal y huyó del lugar, regresando a casa de sus padres. Al día siguiente se presentó Sísifo una vez más en la corte de Etón, reclamando a su nuera, pero entonces surgió una disputa entre ambos. Como ninguno de los dos cedía tuvieron que intervenir los dioses, que al parecer dieron la razón a Etón, pues Zeus había decretado que la estirpe de Sísifo no quedaría en la tierra. En ese momento Poseidón hizo acto de presencia y raptó a Mestra, conduciéndola por el mar hasta la isla de Cos, en donde gozó de la muchacha. Allí Mestra alumbró al hijo que le había dado Poseidón, al que llamó Eurípilo, y que terminó siendo el rey de la isla. De este Eurípilo descienden Fídipo y Ántifo, caudillos del contingente de Cos durante la guerra de Troya.
Finalmente Mestra tomó una nave y regresó a Atenas, para dedicarse a cuidar de su malhadado padre. Pero otros dicen que Erisictón se había convertido en un mendigo miserable a causa de su maldición, y como no había ya alimentos suficientes que calmaran su apetito, en un ataque de desesperación terminó comiéndose a sí mismo. Fue entonces cuando Mestra quedó libre de su obligación filial, y se casó, según Ovidio, con Autólico, el abuelo de Odiseo; esta versión solo es mantenida por este autor, ya que Mestra nunca es mencionada en la genealogía de Odiseo ni en la de Jasón, que también era nieto de Autólico.